# Матч! Премьер
«Матч! Премьер» — российский спортивный телеканал, специализирующийся на показе матчей Чемпионата России по футболу, а также передач собственного производства. Был запущен 17 марта 2006 года под названием «НТВ-Плюс Наш футбол». С 20 июля 2012 по 31 августа 2015 года владельцем канала являлась ООО «ЛИГА-ТВ». С 12 июля 2013 по 27 июля 2018 года носил название «Наш футбол», первоначально входил в пул неэфирных телеканалов «НТВ-Плюс», а впоследствии вошел в состав субхолдинга «Газпром-медиа», «Матч ТВ».
- Телеканал изначально входил в систему спутниковых каналов «НТВ-Плюс» и начал вещание в день начала очередного сезона чемпионата России по футболу 17 марта 2006 года. Сетку вещания сформировали матчи российской Премьер-лиги, Первого дивизиона и Кубка России, обзоры матчей РФПЛ, программы «90 минут» и «Футбольный клуб», а также новые программы о российском футболе, запущенные специально для телеканала. Изначально вещание не было круглосуточным и продолжалось с 12 часов дня до примерно 1 часа ночи[5]. Круглосуточное вещание телеканала началось 1 мая 2007 года[6].
- 28 апреля 2011 года в Доме футбола на Таганке прошло заседание Общего собрания членов НП «РФПЛ». На нём обсуждалось создание организации «ЛИГА-ТВ»[7][8].
- В начале июля 2012 года гендиректор ЦСКА Роман Бабаев рассказал о планах трансляции чемпионата России и о создании телеканала[9].
- В июле 2012 года телеканал «Наш футбол» перешёл под управление ООО «ЛИГА-ТВ». Телекомпания «НТВ-Плюс» подписала контракт с РФПЛ на три года[8]. Новый телеканал будет показывать матчи чемпионата России, а также производить собственные телепроекты.
- C 12 июля 2013 года телеканал «Наш Футбол» начал вещание в формате HD в составе пакетов каналов «Суперспорт», «Наш Футбол» и «HD»[10].
- С 1 сентября 2015 года все права на телеканал «Наш футбол» перешли от «ЛИГА-ТВ» к «НТВ-Плюс», о чём сообщено в официальном пресс-релизе.
- 24 июля 2018 года на заседании РФПЛ было принято решение о создании канала «Матч Премьер», который заменит[11] «Наш Футбол»[3]. Запуск канала состоялся 27 июля в 21:00, первой трансляцией стал матч на Суперкубок России, а перед матчем была показана предматчевая студия с Сергеем Акулининым[12]. Генеральным директором телеканала стал Гавриил Гордеев[13].
- С середины июля 2022 года телеканал показывает матчи Первой лиги (ФНЛ).

## Показатели деятельности
Согласно исследованию компании «Медиалогия» Матч Премьер находится на 6 месте в Топ―20 самых цитируемых СМИ спортивной отрасли за 2020 год.

## Коллектив
- Карен Адамян (корреспондент на медийном футболе)
- Александр Аксёнов (комментатор, ведущий студии «Матч Премьер», корреспондент)
- Сергей Акулинин (руководитель по комментаторам, ведущий студии «Матч Премьер»)
- Максим Батейкин (комментатор женского футбола)
- Константин Генич (комментатор)
- Дмитрий Дерунец (комментатор, ведущий студии «Матч Премьер», программы 8-16 и получасовых выпусков программы «Правила игры», корреспондент)
- Алина Джабиева (корреспондент)
- Евгений Дзегуль (шеф-редактор, ведущий часовых выпусков программы «Правила игры»)
- Сергей Дурасов (ведущий студии «Матч Премьер», корреспондент)
- Александр Еремиев (корреспондент)
- Дмитрий Жичкин (комментатор, ведущий получасовых выпусков программы «Правила игры», корреспондент)
- Тимур Журавель (комментатор, ведущий студии «Матч Премьер» и программы 8-16, корреспондент)
- Семён Зигаев (корреспондент)
- Денис Качанов (корреспондент)
- Эльвин Керимов (комментатор)
- Игорь Кытманов (комментатор)
- Степан Манаков (корреспондент)
- Михаил Меламед (комментатор, ведущий студии «Матч Премьер», корреспондент)
- Станислав Минин (комментатор)
- Михаил Моссаковский (комментатор, ведущий студии «Матч Премьер», корреспондент)
- Роман Нагучев (комментатор, корреспондент)
- Степан Назаров (корреспондент)
- Ада Назырова (корреспондент)
- Александр Неценко (комментатор)
- Сергей Новосёлов (корреспондент)
- Олег Пирожков (комментатор)
- Александр Пойда (ведущий студии «Матч Премьер», корреспондент)
- Кирилл Поляков (ведущий студии «Матч Премьер», корреспондент)
- Роман Трушечкин (комментатор)
- Артём Фигуров (корреспондент)
- Георгий Черданцев (комментатор)
- Людмила Шадрина (комментатор женского футбола, ведущая студии «Матч Премьер»)
- Артём Шмельков (комментатор)
- Дмитрий Шнякин (комментатор, ведущий студии «Матч Премьер», корреспондент)
- Наталья Юрина (корреспондент)

### Региональные комментаторы и корреспонденты
- Борис Аболин (Екатеринбург)
- Адам Ахмадов (Грозный)
- Магомед Баширов (Махачкала)
- Александр Белов (Оренбург)
- Павел Богданов (Санкт-Петербург)
- Александр Боровков (Ростов-на-Дону, Краснодар, Сочи)
- Владислав Будлянский (Воронеж)
- Александр Быков (Нижний Новгород)
- Максим Герасин (Краснодар)
- Антон Гуськов (Нижний Новгород)
- Александр Дегтярёв (Казань)
- Артём Держун (Екатеринбург)
- Эмиль Зиянгиров (Уфа)
- Адиль Зодоров (Волгоград)
- Абакар Ибрагимов (Махачкала)
- Александр Кесель (Екатеринбург)
- Пётр Коптев (Самара, Тольятти)
- Артём Котов (Воронеж)
- Артём Кочешев (Уфа)
- Михаил Крестинин (Санкт-Петербург)
- Кирилл Лемех (Сочи)
- Александр Мысев (Тула)
- Константин Перминов (Краснодар)
- Денис Петрыкин (Калининград)
- Мария Попова (Казань)
- Максим Прохоров (Нижнекамск)
- Владислав Родников (Краснодар)
- Дмитрий Рыбьяков (Тюмень)
- Роман Соганов (Ростов-на-Дону)
- Роман Титов (Казань)
- Сергей Тыщенко (Оренбург)
- Альберт Хафизов (Набережные Челны)
- Артур Хункурханов (Грозный)
- Максим Яковлев (Тюмень)

### Бывшие комментаторы
- Алексей Андронов (2006—2016)
- Нобель Арустамян (20??—2021)
- Андрей Аршавин (2019—2020)
- Дмитрий Бажанов (2022)
- Роман Вагин (2020, один день)
- Роман Гутцайт (2006—2019)
- Павел Занозин (2008—2017)
- Денис Казанский (2006—2021)
- Сергей Кривохарченко (2014—2022)
- Филипп Кудрявцев (20??—2019)
- Денис Левко (2018—2020)
- Дмитрий Лукашов (2019—2020)
- Михаил Поленов (20??—2022)
- Андрей Романов (2018—2020)
- Владимир Стогниенко (2015—2016)
- Александр Топорин (2021—2022)
- Сергей Чернятьев (2019, один день)
- Александр Шмурнов (2003—2022)
- Роман Щерба (2019—2020)
- Илья Юдин (2018—2019)

### Умершие
- Юрий Розанов (2006—2021)
- Василий Уткин (2006—2016)

## Передачи
- «8-16» — программа, подводящая итоги тура, сыгранного в Российской футбольной премьер-лиге. Заменила собой программу «90 минут Плюс»[15]. Ведущие — Дмитрий Дерунец, Тимур Журавель и Александр Пойда.
- «Студия „Матч Премьер“» — подробное обсуждение будущих матчей тура, разборы прошедших игр чемпионата России по футболу, а также матчей российских команд в еврокубках и игр сборной России. Ведущие — Александр Аксёнов, Дмитрий Дерунец, Сергей Дурасов, Михаил Меламед, Александр Пойда и Кирилл Поляков, на стадионах — Сергей Акулинин, Тимур Журавель и Дмитрий Шнякин, реже другие ведущие.
- «Обзор тура» (также выходила на канале «Спорт Плюс»)
- «Версия 2.0»
- «После футбола с Георгием Черданцевым» (также выходит на канале «Матч ТВ»). Ведущий — Георгий Черданцев.
- «Третий тайм» — интервью с футболистами. Ведущий — Дмитрий Дерунец.
- «Правила игры» — еженедельная программа о тонкостях футбольного судейства. Ведущие — Дмитрий Дерунец и Дмитрий Жичкин.
- «Всё о главном» — интервью с представителями российского футбола. Ведущий — Александр Аксёнов.
- «Человек из футбола» — интервью с легендами российского футбола. Ведущий — Юрий Царицын.
- «Бесконечная история» — программа об истории разных противостояний. Ведущий — Дмитрий Савин.
- «Голевая неделя»
- «Наши иностранцы» — программа о легионерах российского футбола. Ведущий — Сергей Новосёлов.
- «РецепТура» — предтуровый анонс матчей РПЛ и интервью с футболистами. Ведущий — Сергей Новосёлов.

### Бывшие
- «1/48»
- «90 минут Плюс» — ток-шоу Георгия Черданцева, где он вместе с гостями обсуждает события и вместе они подводят итоги сыгранного тура чемпионата России по футболу[16][17]. Последние выпуски передачи провёл Александр Шмурнов[18] (также выходила на канале «Спорт Плюс»)
- «Голеностоп-шоу» с Василием Уткиным, Антоном Орехом и Михаилом Шацом[19]
- «Межсезонье»[20]
- «Инсайд»
- «Свисток» — ток-шоу Владислава Батурина с участием футбольных судей (также выходила на канале «Спорт Плюс»)[21].
- «Разогрев» — подробное обсуждение будущих матчей тура чемпионата России по футболу.
- «По горячим следам» — разборы сыгранных на сегодня матчей чемпионата России по футболу.
- «Лига прогнозов»
- «Футбольная кухня»
- «Двенадцатый игрок»[22]
- «Итоги дня» — краткий обзор сыгранных за сегодня матчей чемпионата России по футболу.
- «Инсайдеры» — программа о политике РПЛ. Ведущий — Нобель Арустамян.
- «ФутБОЛЬНО» — программа о травмах и восстановлении.
- «На гол старше» — программа о молодых, перспективных и талантливых игроках.
- «Открытый показ» — авторская программа Андрея Аршавина, в которой бывшие футболисты обсуждают знаковые матчи с их участием.
- «Сычёв подкаст и Денис Казанский» — разговор про личный опыт и важные события в спорте. Ведущие — Дмитрий Сычёв и Денис Казанский.
- «Футбольные каникулы» — программа о том, как футбольные клубы проводят сборы.
- «Детский вопрос»

## Вещание
Канал вещает на спутнике и в кабельных сетях «НТВ-Плюс», Акадо, Qwerty, Ростелеком, МТС, Билайн, Мегафон, «Инетком».
Для владельцев LG Smart TV в 2011 году разработано приложение «НТВ-Плюс», с ноября 2013 года канал доступен к просмотру также владельцам телевизоров SAMSUNG SMART TV через приложение Inetcom.TV. Для владельцев сотовых телефонов канал вещает через приложение «SPB TV», а также через специально собранный сервис "Наш футбол GO!.